# Marvel Super Hero Squad
Marvel Super Hero Squad è un gioco di carte collezionabili ispirato alla serie di fumetti della Marvel Comics.
La serie prevede una versione "bambinesca" di molti dei personaggi dei fumetti Marvel Comics. La linea è stata progettata per i piccoli collezionisti, ma è diventato un successo dai bambini agli adulti, nonostante l'età minima di 3 anni.

## Serie TV
È stata creata anche una serie animata, Super Hero Squad Show, sulla base della linea di giocattoli in anteprima negli Stati Uniti su Cartoon Network a settembre 2009.
Lo spettacolo ha debuttato sul canale Teletoon in Canada a settembre e in Gran Bretagna su Nicktoons a ottobre 2009.

## Videogiochi
Nel maggio 2009, la Marvel e la THQ hanno annunciato un videogioco d'azione basato sulla omonima serie televisiva, intitolato Marvel Super Hero Squad ed uscito per Wii, Nintendo DS, PlayStation 2 e PlayStation Portable.
Il secondo videogioco della serie è stato distribuito nel novembre 2010, anche se il primo è stato accolto da critiche negative. Il sequel si chiama Marvel Super Hero Squad: The Infinity Gauntlet e segue la trama della seconda stagione della serie animata The Super Hero Squad Show.

## Fumetti
Una striscia comica quotidiana è disponibile presso marvel.com.